# Pavka Domić
Pavka Domić je hrvatska pjesnikinja iz Sonte.
Članica je literarne sekcije KPZH Šokadija iz Sonte. Sudionicom je skupova pisaca u tuzemstvu (Lira naiva 2010.).
Neke pjesme joj se nalaze u zbirci s III. pjesničkog skupa u Rešetarima (pjesništvo Književne sekcije KUD-a "Rešetari" i hrvatskih pjesnika u iseljeništvu) Nad vremenom i ognjištem (objavljenoj 2005.) s pjesničkog skupa u Rešetarima održanog 23. listopada 2004., u izboru Stjepana Blažetina, Ivana Slišurića, Đure Vidmarovića i urednika Ivana De Ville. U toj su zbirci osim nje i ovi hrvatski pjesnici iz Bačke: Josip Dumendžić, Zlatko Gorjanac, Antun Kovač, Cecilija Miler, Milivoj Prćić i Robert G. Tilly.
Na hrvatskoj manifestaciji u Sonti, Na 8. Šokačkoj večeri, na natječaju za najlipšu neobjavljenu pismu na šokačkoj ikavici dobila je nagradu za pjesmu „Pisma Vojvodine".